# كاتيا وولف
كاتيا وولف (بالألمانية: Katja Wolf)‏ هي سياسية وممثلة ألمانية، ولدت في 7 مارس 1976 في نويبراندنبورغ في ألمانيا.